# Anthony Benson
Anthony Benson, detto AJ (San Diego, ...), è un ex giocatore di football americano statunitense che ha giocato come wide receiver.

## Palmarès
- 1 Hungarian Bowl (Miskolc Steelers, 2016)